# Фолрад I фон Валдек
Фолрад I (на немски: Wolrad I von Waldeck, * ок. 1399, † сл. 1 февруари 1475) от Дом Валдек, е граф на Валдек.

## Биография
Той е син на граф Хайнрих VII († сл. 1442 или 1444) и Маргарета фон Насау-Висбаден-Идщайн (1380 – 1432), дъщеря на граф Валрам IV фон Насау-Висбаден-Идщайн (1354 – 1393).
През 1424 г. Фолрад, заедно с баща му, залагат на ландграф Лудвиг фон Хесен половината от графството си доживотно за 22 000 гулдена.

## Фамилия
Фолрад фон Валдек се жени пр. 9 март 1440 г. за Барбара фон Вертхайм (* ок. 1410; † сл. 1453), дъщеря на граф Михаел I фон Вертхайм (1400 – 1440) и София фон Хенеберг (1395 – 1441). Те имат децата:
- Филип I (* 1445, † 1475), граф на Валдек цу Валдек
- Филип II (* 3 март 1453, † 26 октомври 1524), домхер, 1475 г. регент на Валдек цу Валдек, 1486 граф на Валдек-Айзенберг
- Елизабет (* 1455, † 15 март 1513), омъжена на 15 октомври 1471 г. за херцог Албрехт II фон Брауншвайг-Грубенхаген (1419 – 1485)